# Augustin René Christophe de Chevigné
Augustin René Christophe de Chevigné, seigneur du Bois de Chollet, né le 11 juillet 1737 à Saint-Sulpice-le-Verdon (Poitou) et mort le 11 novembre 1805 à Nantes (Loire-Atlantique), est un général français.

## États de service
Augustin René Christophe de Chevigné est le fils de  René de Chevigné, seigneur du Bois de Chollet, et de
Madeleine Paris de Soulange. Il est le cousin germain de Claude-René Pâris. Il épouse Adélaïde Titon, dame d'Ognon, fille de Maximilien Titon, seigneur de Villegenon, directeur du magasin d'armes de la Bastille, et de Françoise de L'Epine du Planty.
Il débute comme page du roi le 1er juillet 1753, et il devient le 25 juin 1756, lieutenant de dragons au régiment de Bauffremont, puis il reçoit son brevet de capitaine le 10 février 1759. Il sert en Allemagne en 1760 et 1761, et il est réformé en 1763.
Le 5 octobre 1767, il est nommé capitaine commandant et le 3 janvier 1770, il devient colonel aux grenadiers de France. Il est fait chevalier de Saint-Louis le 13 mars 1771, puis le 4 août suivant il commande le régiment provincial de Senlis. Le 18 avril 1776, il est nommé mestre de camp en second du régiment des cuirassiers, et le 1er mars 1778, colonel du régiment provincial d'artillerie de Strasbourg. Brigadier d'infanterie le 5 décembre 1781, il est promu maréchal de camp le 9 mars 1788, et le 21 avril 1789, il est nommé lieutenant de roi au commandement de Port-Louis et Lorient. 
Le 15 février 1792, il rejoint l'armée de Rochambeau, et le 20 mars 1792, il est élevé au grade de lieutenant-général, et employé comme commandant de la 13e division militaire à Rennes. Il n'est pas maintenu dans ses fonctions lors de la réorganisation des états-majors le 15 mai 1793, et il est suspendu comme noble le 1er juin de la même année. Il cesse ses fonctions le 15 juin 1793, et il est reintégré dans son grade le 14 novembre 1794. Mis au traitement de réforme le 23 mai 1797, il est admis à la retraite le 4 juin suivant.
Il meurt le 11 novembre 1805 à Nantes.

## Sources
- (en) « Generals Who Served in the French Army during the Period 1789 - 1814: Eberle to Exelmans »
- M. de Saint-Allais, Nobiliaire universel de France: ou Recueil général des généalogies, Volume 7, imprimerie C.F Patris, 1816
- Docteur Robinet, Jean-François Eugène et J. Le Chapelain, Dictionnaire historique et biographique de la révolution et de l'empire, 1789-1815, volume 1, Librairie Historique de la révolution et de l’empire, 900 p. (lire en ligne), p. 405.
- Alex Mazas, Histoire de l'ordre royal et Militaire de Saint-Louis depuis son institution, jusqu'en 1830, Tome 1, Firmin Didot frère, Paris, 1860, p. 601.
- Georges Six, Dictionnaire biographique des généraux & amiraux français de la Révolution et de l'Empire (1792-1814), Paris : Librairie G. Saffroy, 1934, 2 vol., p. 235-236